# Fulton (Maryland)
Fulton es un lugar designado por el censo ubicado en el condado de Howard en el estado estadounidense de Maryland. En el Censo de 2010 tenía una población de 2.049 habitantes y una densidad poblacional de 208,52 personas por km².

## Geografía
Fulton se encuentra ubicado en las coordenadas 39°9′10″N 76°54′40″O / 39.15278, -76.91111. Según la Oficina del Censo de los Estados Unidos, Fulton tiene una superficie total de 9.83 km², de la cual 9.81 km² corresponden a tierra firme y (0.21%) 0.02 km² es agua.

## Demografía
Según el censo de 2010, había 2.049 personas residiendo en Fulton. La densidad de población era de 208,52 hab./km². De los 2.049 habitantes, Fulton estaba compuesto por el 70.96% blancos, el 9.03% eran afroamericanos, el 0.29% eran amerindios, el 14.84% eran asiáticos, el 0% eran isleños del Pacífico, el 0.54% eran de otras razas y el 4.34% pertenecían a dos o más razas. Del total de la población el 2.54% eran hispanos o latinos de cualquier raza.